# ألكسندر كروبا
الكسندر كروبا (بالبولندية: Aleksander Krupa)‏ هو ممثل بولندي، ولد في 18 مارس 1947 بريبنيك في بولندا.

## أعمال

### أفلام
- (1996) ماحي[1]
- (1997) وحيد في المنزل 3[2][3]
- (1999) بلو ستريك[4]
- (2001) خلف خطوط العدو[5]
- (2003) المهمة الإيطالية[6]
- (2008) يحرق بعد القراءة[7]
- (2010) سولت[8][9]
- (2011)  الدرجة الأولى[10]
- (2012) الديكتاتور[11]
- (2013) القبول
- (2016) شخصيات مخفية[12][13][14]
- (2017) فاست أند فيوريس 8[15]

## وصلات خارجية
- ألكسندر كروبا على موقع IMDb (الإنجليزية)
- ألكسندر كروبا على موقع ميتاكريتيك (الإنجليزية)
- ألكسندر كروبا على موقع روتن توميتوز (الإنجليزية)
- ألكسندر كروبا على موقع قاعدة بيانات الأفلام العربية
- ألكسندر كروبا على موقع ألو سيني (الفرنسية)
- ألكسندر كروبا على موقع تيرنر كلاسيك موفيز (الإنجليزية)
- ألكسندر كروبا على موقع أول موفي (الإنجليزية)
- ألكسندر كروبا على موقع قاعدة بيانات برودواي على الإنترنت (الإنجليزية)
- ألكسندر كروبا على موقع قاعدة بيانات الأفلام السويدية (السويدية)
- ألكسندر كروبا على موقع قاعدة بيانات الفيلم (الإنجليزية)